# Treasure Island Hotel and Casino
Il Treasure Island (a volte chiamato solo "TI") è un hotel e casinò di Paradise, di 2.885 stanze.
È situato al 3300 South Las Vegas Boulevard, vale a dire sulla Las Vegas Strip.
È dotato di un particolare tram che lo collega al The Mirage, infatti il Treasure Island venne costruito dalla Mirage Resorts di Steve Wynn, la stessa società che possedeva il The Mirage e altri resort in giro per Las Vegas e per il mondo.
Nel 2000 la Mirage Resorts si è fusa con un'altra compagnia dando vita alla MGM Mirage, la nuova società è quindi diventata proprietaria di questa struttura.
L'edificio venne aperto al pubblico il 27 ottobre 1993, in origine venne costruito e avviato come luogo di intrattenimento per famiglia intere e non per soli adulti, infatti all'interno del Treasure Island venivano spesso rappresentate recite con pirati e perfino scene di battaglie navali, era dotato inoltre di parecchi luoghi in cui i bambini potevano svagarsi, in seguito però questa tendenza ad attirare clientele di famiglie complete venne sempre più limitato e in seguito praticamente abbandonata per concentrarsi (nel miglior stile di Las Vegas) sul gioco d'azzardo e sulle attività per maggiorenni, comunque tuttora nell'hotel l'atmosfera "piratesca" si può respirare in molti punti e il Treasure Island è sicuramente il più adatto alle famiglie tra tutti i resort di Las Vegas. Nel 2003, a coronamento di questa politica venne rimossa l'insegna con la bandiera con teschi e ossa dei pirati per fare posto ad un più sobrio "TI", anche gli show sono stati modificati, trattano ancora i temi dei pirati, ma sono stati resi più "adulti" dalla presenza di ballerine e ballerini che si esibiscono in danze con costumi molto ridotti, lo spettacolo più famoso tra questi è il Sirens of ti.
Il Treasure Island è la sede dello spettacolo Mystère della famosissimo gruppo di giocolieri e acrobati del Cirque du Soleil.
All'interno dell'edificio sono presenti anche alcuni ristoranti, tra questi il Social House, il Francesco's, Isla e Cantor's Deli.
Il 18 dicembre 2008 il casinò è stato venduto al miliardario Phil Ruffin.
Nel videogioco Grand Theft Auto: San Andreas è possibile vederne una riproduzione nella città di Las Venturas, lungo la via principale chiamata The Strip, nome preso dalla via principale di Las Vegas.